# Solbus Solcity
De Solbus Solcity is een volledige lagevloerbus, geproduceerd door de Poolse busfabrikant Solbus. De bus wordt sinds 2008 gebouwd.

## Technische specificaties
|                             | SM12 10,5 M        | SM12 12 M          | SM18 18M                 | SM12 10,5 M electric | SM12 12 M electric | SM12 10,5 M CNG    | SM12 12 M CNG      |
| --------------------------- | ------------------ | ------------------ | ------------------------ | -------------------- | ------------------ | ------------------ | ------------------ |
| Lengte                      | 10 500 mm          | 12 000 mm          | 18 000 mm                | 10 600 mm            | 12 100 mm          | 10 600 mm          | 12 100 mm          |
| Breedte                     | 2 550 mm           | 2 550 mm           | 2 550 mm                 | 2 550 mm             | 2 550 mm           | 2 550 mm           | 2 550 mm           |
| Hoogte                      | 2 900 - 3 100 mm   | 2 900 - 3 100 mm   | 2 900 - 3 100 mm         | 2 900 - 3 100 mm     | 2 900 - 3 100 mm   | 3 350 mm           | 3 350 mm           |
| Aantal zitplaatsen1         | 18 tot 23 personen | 26 tot 37 personen | 41 tot 49 personen       | 18 tot 23 personen   | 26 tot 38 personen | 18 tot 23 personen | 26 tot 38 personen |
| Maximaal aantal passagiers2 | ca. 80 personen    | ca. 80 personen    | ca. 175 tot 184 personen | ca. 80 personen      | ca. 80 personen    | ca. 80 personen    | ca. 80 personen    |

1= afhankelijk van het aantal deuren en stoelindeling; 2= inclusief staanplaatsen

## Inzet
In Nederland rijdt een bus van het type SM12 12 Meter electric. De bus rijdt vanaf 2016 bij Syntus. Deze bus heeft een Ziehl-Abegg naafmotor en is in samenwerking met HyMove twee brandstofcellen omgebouwd tot waterstofbus. Begin 2019 arriveerde een tweede waterstof bus bij Syntus. Deze bus is gebouwd door Ursus.
| Bedrijf   | Type                   | Aantal    | Series    | Bouwjaar  | Inzet     | Opmerking | Afbeelding |
| Nederland | Nederland              | Nederland | Nederland | Nederland | Nederland | Nederland | Nederland  |
| --------- | ---------------------- | --------- | --------- | --------- | --------- | --------- | ---------- |
| Syntus    | SM12 12 meter electric | 1         | 5500      | 2016      | Veluwe    |           |            |